# Muzeum Łodzi Wikingów w Roskilde
Muzeum Łodzi Wikingów w Roskilde (Vikingeskibsmuseet i Roskilde) – duńskie muzeum jednostek pływających oraz podróży morskich z okresu starożytności i średniowiecza mieszczące się w Roskilde pod Kopenhagą.

## Historia
Muzeum powstało w celu ekspozycji 5 łodzi wydobytych z dna zatoki 15 km od brzegów Roskilde – dawnej stolicy Królestwa Danii, gdzie zostały zatopione, aby bronić dostępu do portu nieprzyjacielskim siłom. Dzisiejsza ekspozycja jest efektem 25-letniej pracy nad wydobytymi fragmentami łodzi. W roku 1997 podczas budowy portu na terenie muzeum odkryto kolejne 9 łodzi – obecnie trwają prace renowacyjne, w celu udostępnienia ich publiczności.

## Atrakcje turystyczne

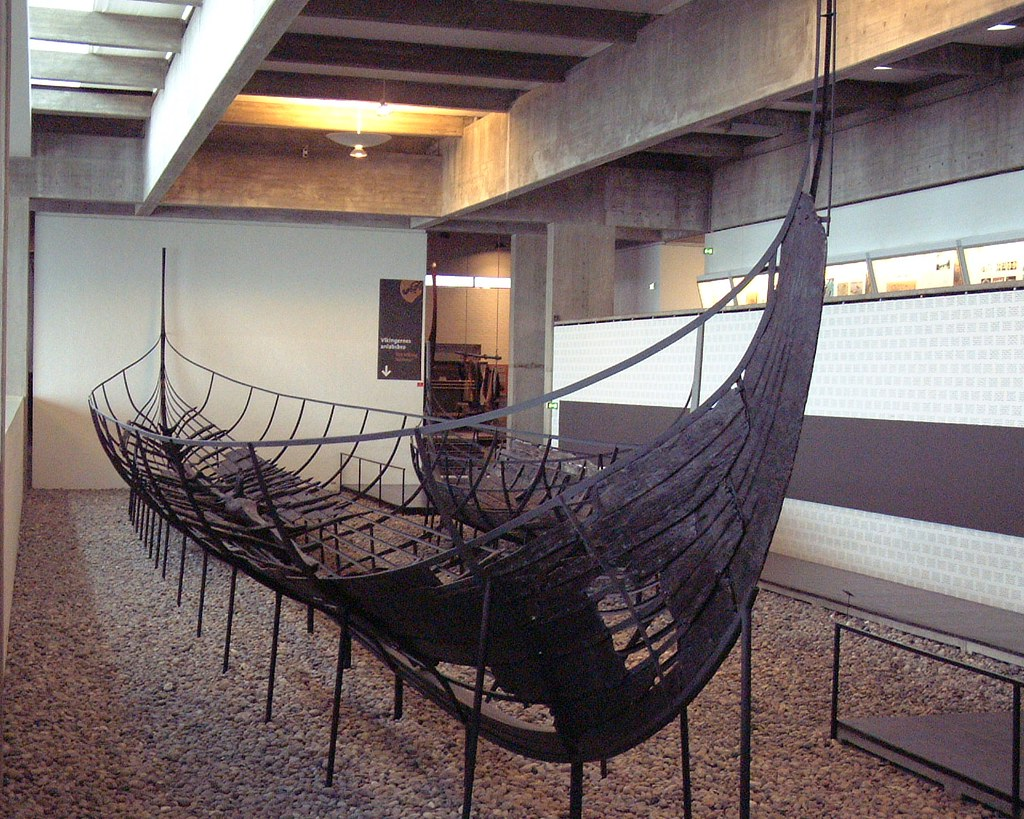
Skudelev II, prezentowany w hali muzeum w Roskilde

Muzeum oferuje zwiedzającym wiele atrakcji:
- ekspozycja 5 łodzi, w tym:
  - Skuldelev 1 – duży oceaniczny statek towarowy o 16 metrach długości i 4,8 metra szerokości zachowany w około 60 procentach. Zbudowany z sosnowych desek w Sognefjorden około 1030 roku. W latach 60. XI wieku przeszedł remont z użyciem drewna dębowego i lipowego. Załoga statku liczyła 6-8 osób[1].
  - Skuldelev 5 – langskip bojowy o 17 metrach długości i mogący pomieścić około 30 wojowników[2].
- zwiedzanie z przewodnikiem wliczone jest w cenę biletu (angielski)
- projekcja filmu opisującego historię i kulturę wikingów (angielski, francuski, hiszpański, niemiecki)
- przystań, w której cumują zrekonstruowane historyczne łodzie
- warsztat archeologiczny, w którym można podpatrzeć tradycyjne metody budowy okrętów
- warsztat historyczny, gdzie goście samodzielnie mogą wykonać drewniane tarcze, korale z paciorków
- mini-lekcje strzelania z łuku
- w Sali Łodzi najmłodsi mogą wcielić się w postacie z epoki, przywdziewając dawne stroje oraz wchodząc na pokład odtworzonych replik łodzi
- przejażdżki łodzią wikingów po zatoce uzależnione są od zebrania wystarczającej ilości chętnych

## Współpraca

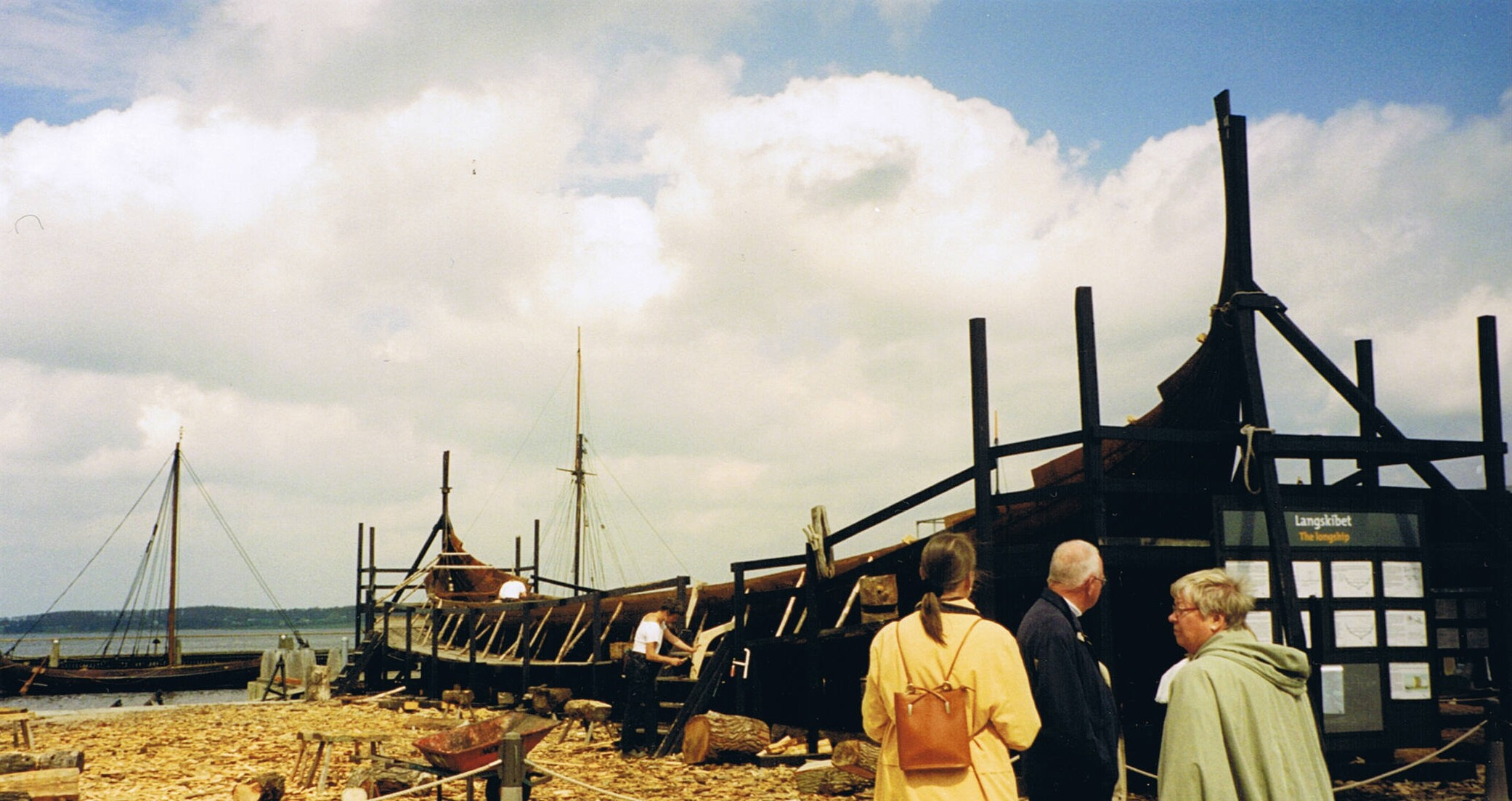
Przeprowadzane w muzeum rekonstrukcje

Współpracuje z innymi duńskimi muzeami przy znaleziskach okrętowych oraz przy innych marynistycznych znaleziskach znajdujących się na wybrzeżu jak i w pracach prowadzonych na dużych głębokościach wód.